# Guanajuato (település)
Guanajuato a mexikói Guanajuato állam fővárosa és hatodik legnépesebb városa. Történelmi belvárosát és a szomszédos bányaterületet az UNESCO 1988-ban a Világörökség részévé nyilvánította. A település különlegessége a belváros alatt húzódó kiterjedt alagútrendszer, melyet megnyitottak a jármű- és gyalogos forgalom számára.

## Földrajz

### Fekvése
Guanajuato Mexikó közepén, a Vulkáni-kereszthegység és a Mexikói-fennsík találkozásánál fekszik: maga a város a hegyek közé épült, de tőle közvetlenül délre már síkvidék terül el a tengerszint felett kb. 1900 m-rel. Fő folyója a Guanajuato, ebbe a völgyek időszakos vízfolyásai torkollanak.

### Éghajlat
A város éghajlata meleg, de nem rendkívül forró: minden hónapban mértek már 28 °C fölötti hőmérsékletet, de az abszolút rekord nem érte el a 39 °C-ot. Az átlagos hőmérsékletek a januári 14,6 és a májusi 22,3 fok között változnak. Fagyok novemberben és a téli hónapokban időnként előfordulnak, az eddigi leghidegebb mért érték -4,0 °C volt. Az évi átlagosan 733 mm csapadék időbeli eloszlása rendkívül egyenetlen: a téli és tavaszi hónapok szárazak, míg a júniustól szeptemberig tartó mindössze 4 hónapos időszak alatt hull az éves mennyiség kb. 80%-a.
| Hónap                                   | Jan. | Feb. | Már. | Ápr. | Máj. | Jún. | Júl. | Aug. | Szep. | Okt. | Nov. | Dec. | Év   |
| --------------------------------------- | ---- | ---- | ---- | ---- | ---- | ---- | ---- | ---- | ----- | ---- | ---- | ---- | ---- |
| Rekord max. hőmérséklet (°C)            | 28,9 | 33,6 | 34,7 | 37,0 | 38,9 | 37,2 | 34,1 | 34,5 | 33,5  | 34,0 | 29,8 | 29,7 | 38,9 |
| Átlagos max. hőmérséklet (°C)           | 22,3 | 24,1 | 27,1 | 29,4 | 30,6 | 28,7 | 26,9 | 26,8 | 26,1  | 25,5 | 24,2 | 22,6 | 26,2 |
| Átlaghőmérséklet (°C)                   | 14,6 | 16,0 | 18,4 | 20,8 | 22,3 | 21,7 | 20,5 | 20,4 | 19,9  | 18,6 | 16,6 | 15,0 | 18,7 |
| Átlagos min. hőmérséklet (°C)           | 6,9  | 7,9  | 9,7  | 12,2 | 14,0 | 14,7 | 14,1 | 14,1 | 13,8  | 11,7 | 9,0  | 7,5  | 11,3 |
| Rekord min. hőmérséklet (°C)            | −1,5 | −2,0 | 0,3  | 5,5  | 8,0  | 9,0  | 10,4 | 9,0  | 4,8   | 2,2  | −4,0 | −4,0 | −4,0 |
| Átl. csapadékmennyiség (mm)             | 16   | 12   | 9    | 8    | 42   | 137  | 180  | 149  | 123   | 36   | 10   | 10   | 733  |
| Forrás: Servicio Meteorológico Nacional |      |      |      |      |      |      |      |      |       |      |      |      |      |

## Közlekedés
A város nem tartozik a legfontosabb országos közlekedési csomópontok közé, mindössze egy szövetségi főút halad át rajta, a 110-es, mely az állam északkeleti részén fekvő Cañada de Moreno városát köti össze a Irapuatóval, majd halad tovább a Csendes-óceán irányába.
Guanajuato nemzetközi repülőtere a várostól légvonalban több mint 20 km távolságban, Silao városán is túl fekvő Guanajuato nemzetközi repülőtér (más néven Aeropuerto del Bajío).
A városon belüli közlekedés különlegessége, hogy a belváros alatt számos alagút található, melyekben (egyirányú) gépkocsiforgalom halad, de a járatok a gyalogosok számára is nyitottak.

## Népesség
Guanajuato egész Mexikó egyik legkisebb állam-fővárosa, ráadásul az országos folyamatokkal ellentétben a népesség nem növekszik folyamatosan, hanem hullámzik: bizonyos időszakokban nő, máskor csökken. Ezeket a változásokat szemlélteti a következő táblázat:
| Év   | Lakosság |
| ---- | -------- |
| 1990 | 73 108   |
| 1995 | 69 970   |
| 2000 | 74 874   |
| 2005 | 70 798   |
| 2010 | 72 237   |

## Története
A terület első őslakói az otomik voltak, akiket később a csicsimékek szorítottak ki. A spanyolok megérkezése után, 1546-ban Antonio de Mendoza alkirály rendeletére alapították meg a települést a nemrég feltárt gazdag bányák közelében, Real de Minas de Guanajuato néven. Az önkormányzat megalakulása után első polgármestere Preafán de Rivera lett, ekkor a falu a Santa Fe Real de Minas de Guanajuato nevet vette fel.
1679-ben Enrique de Rivera alkirály rendeletére megkapta a villa rangot, 1741-ben pedig V. Fülöp spanyol király elrendelte a muy noble y leal ciudad („nagyon nemes és hűséges város”) cím odaítélését is.

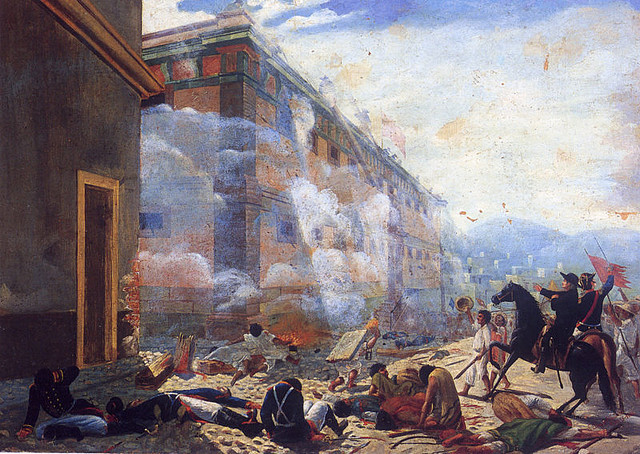
Csata az Alhóndiga de Granaditasnál 1810. szeptember 28-án

Guanajuato a 19. század elején a mexikói függetlenségi háború kezdeti szakaszának fontos helyszíne volt. Itt vívták 1810. szeptember 28-án a felkelés egyik legelső csatáját, melynek során a felkelők bevették az Alhóndiga de Granaditas nevű magtárat, ahol korábban a spanyolhű csapatok rendezkedtek be. Alig két hónappal később azonban a királypárti Félix Calleja csapatai visszaszerezték a Ignacio Allende serege által védett várost. 1821. március 24-én Luis de Cortázar és Anastasio Bustamante vették be Guanajuatót, július 8-án pedig itt is kihirdették a függetlenséget. 1824-ben Guanajuato állam megalakulásakor annak fővárosa lett.
1828-ban a Colegio de la Purísima Concepción az állam oktatási intézményévé vált, később ebből alakult ki a Guanajuatói Egyetem. 1848-ban a mexikói–amerikai háborút lezáró Guadalupe Hidalgó-i békével elégedetlen Mariano Paredes, Manuel Doblado és Celedonio Domeco Jarauta fegyveres csapataikkal megszállták Guanajuatót, azonban felkelésük hamarosan elbukott, Jarautát ki is végezték.
1858. január 19-én Benito Juárez a városba érkezve ideiglenesen Mexikó fővárosává tette Guanajuatót. 1863 decemberében az imperialisták csapatai vonultak be ide, ugyanezen hónap 9-én pedig a francia hadsereg. 1864. szeptember 8-tól kezdve 8 napig Guanajuatóban tartózkodott Miksa császár és felesége, Sarolta. A köztársaságiak 1868. január 26-án vették vissza a várost Florencio Antillón vezetésével.
A város gazdasága 1876-ban indult igazán fejlődésnek, amikor külföldi befektetők jelentős mértékben növelték a helyi bányászat teljesítményét. És bár 1900-ban bezárt a városi pénzverde, 3 évvel később számos, a mai napig jelentős épület nyílt meg, ráadásul avatásukon részt vett az elnök, Porfirio Díaz is: a Juárez Színház, az Esperanza-víztározó, a törvényhozó és végrehajtó testület palotája, valamint két emlékmű: a békéé és Miguel Hidalgóé.

## Turizmus, látnivalók

### Múzeumok

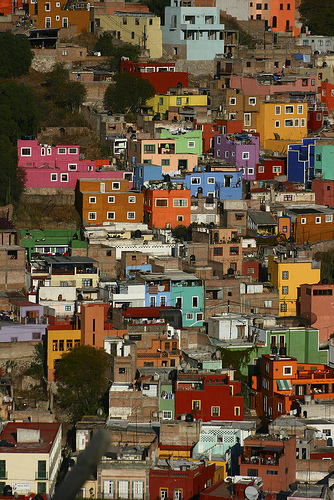
A város színes házai

Guanajuato legfőbb vonzereje a világörökség részévé nyilvánított történelmi belváros és az alatta húzódó alagútrendszer. Itt található egész Mexikó egyik legjelentősebb történelmi múzeuma, a Guanajuatói Regionális Múzeum, melyet 1958-ban az Alhóndiga de Granaditas épületében rendeztek be, de művészeti kiállításokon kívül van a városban ásványtani múzeum és természettudományi bemutató is. Talán a legnevezetesebb múzeum viszont a Múmiamúzeum, ahol 111 múmiát állítanak ki, melyeket 1865 és 1989 között exhumáltak.

### Emlékművek
Az országszerte ismert nevezetes személyek és fogalmak (Hidalgo, Benito Juárez, a béke) emlékművei mellett helyi jellegzetességekkel vagy ritkaságokkal is találkozhatunk: emlékművet emeltek a városban El Pípila számára, aki az Alhóndiga de Granaditas 1810-es bevételének egyik bányász származású hőse volt, valamint Miguel de Cervantesnek és legismertebb hősének, Don Quijotének is. Megtekinthető továbbá Sóstenes Rocha szobra is, aki a reformháború és a francia megszállás elleni küzdelem helyi születésű alakja volt.

### Rendezvények

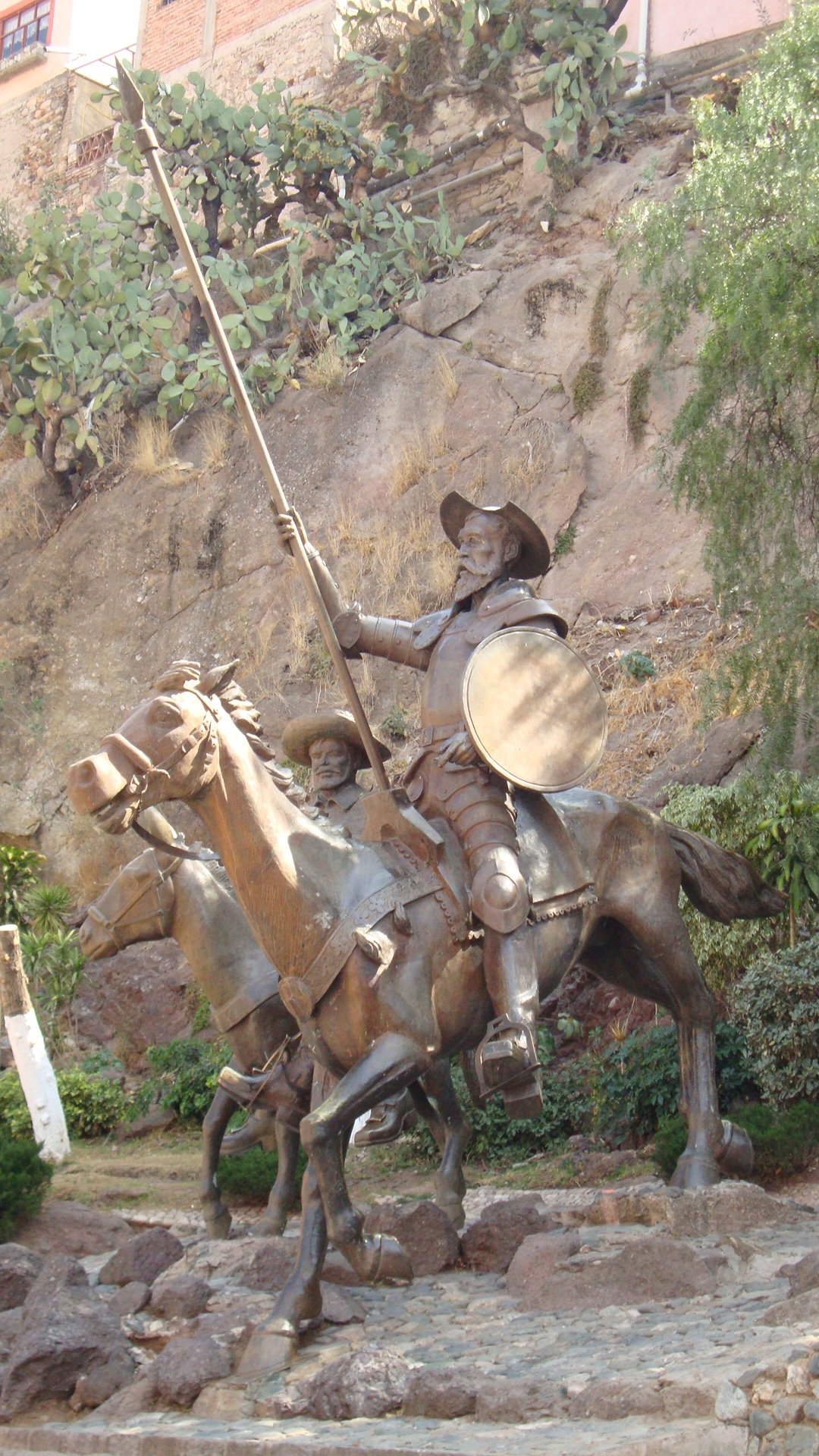
Don Quijote és Sancho Panza emlékműve

A szokásos vallási ünnepeken kívül a város legjelentősebb megemlékezését szeptember 28-án tartják az Alhóndiga de Granaditas bevételére emlékezve. Helyi hagyomány, hogy a húsvéti nagyhét elején a Jardín de la Unión parkban a városi férfi lakói virágokat ajándékoznak a nőknek.
Guanajuato turisták számára legérdekesebb rendezvénye a Miguel de Cervantes emlékére tartott Festival Internacional Cervantino, azaz a Nemzetközi Cervantes Fesztivál, amely eredetileg irodalommal foglalkozott, ma már azonban mindenféle más művészettel is.